# جعفر قاسم حمودي
جعفر قاسم حمودي السامرائي هو سياسي عراقي، ولد في الأعظمية سنة 1931.
في عام 1953، شكلت أول قيادة قطرية لحزب البعث العربي الاشتراكي في العراق ضمت جعفر قاسم حمودي إلى جانب كل من فؤاد الركابي (أمين السر) وفخري ياسين قدروي وشمس الدين كاظم ومحمد سعيد الأسود.
شغل عضوية القيادة القطرية لحزب البعث العربي الاشتراكي أكثر من مرة، وعضوا في مجلس قيادة الثورة في العراق وبمنصب وزير دولة.
كان ضمن اللجنة التحقيقية في قضية قاعة الخلد.
هو الابن الأول للمحامي قاسم حمودي، رئيس تحرير جريدة الحرية البغدادية الشهيرة بتوجهاتها القومية.
أخوه سعد قاسم حمودي كان إعلاميا وصحفيا، شغل مناصب مختلفة منها وزير الإعلام.
وله من الأخوات ثلاث هن سعاد وهناء، أما الثالثة فهي لميس قاسم حمودي فهي خريجة كلية الاقتصاد والعلوم السياسية وحاصلة على شهادة الماجستير وزوجها الكاتب الصحفي الراحل عبد الإله رؤوف ابن عم وزير النفط الأسبق عصام عبد الرحيم الجلبي.